# Association internationale des médecins pour la prévention de la guerre nucléaire
L’Association internationale des médecins pour la prévention de la guerre nucléaire (en anglais : International Physicians for the Prevention of Nuclear War, IPPNW), est une organisation internationale pacifiste de médecins qui s'engagent pour le désarmement nucléaire. Créée en 1980, l'organisation obtient le prix Unesco de l'éducation pour la paix en 1984 et le prix Nobel de la paix en 1985 pour son « important et compétent travail d'information », qui améliora la conscience mondiale sur les conséquences d'une guerre nucléaire et syndrome d'irradiation aiguë.
Parmi ses membres figurent Bernard Lown, cardiologue connu par ses travaux sur le rythme cardiaque et Evgeny Chazov, médecin du Kremlin, tous deux membres fondateurs et qui ont représenté l'association pour la remise du prix Nobel.
L'organisation regroupe près de 150 000 membres dans plus de 50 pays[Quand ?]. 